# Mutxamel
Mutxamel (spanisch: Muchamiel) ist eine südostspanische Stadtgemeinde (municipio) mit 27.761 Einwohnern (Stand: 2024) in der Provinz Alicante der Valencianischen Gemeinschaft.

## Geographie
Mutxamel liegt nahe der Costa Blanca im Südosten Spaniens. Die Ortsmitte der Stadt liegt etwa 9 km nordöstlich von Alicante und rund 40 km südwestlich von Benidorm.
Im Südosten grenzt die Gemeinde an Sant Joan d’Alacant, im Osten an El Campello und im Westen an San Vicente del Raspeig. Sowohl im Norden als auch im Süden grenzt Alicante an. Die Stadt liegt in der Metropolregion Alicante-Elche.

## Bevölkerungsentwicklung
| Jahr      | 1900  | 1910  | 1920  | 1930  | 1940  | 1950  | 1960  | 1970  | 1981  | 1991   | 1996   | 2001   | 2006   | 2010   | 2012   | 2014   |
| Einwohner | 3.606 | 3.837 | 3.266 | 3.330 | 3.344 | 3.489 | 4.010 | 5.350 | 8.045 | 10.346 | 12.779 | 15.275 | 19.264 | 23.066 | 23.834 | 24.232 |

## Sehenswürdigkeiten

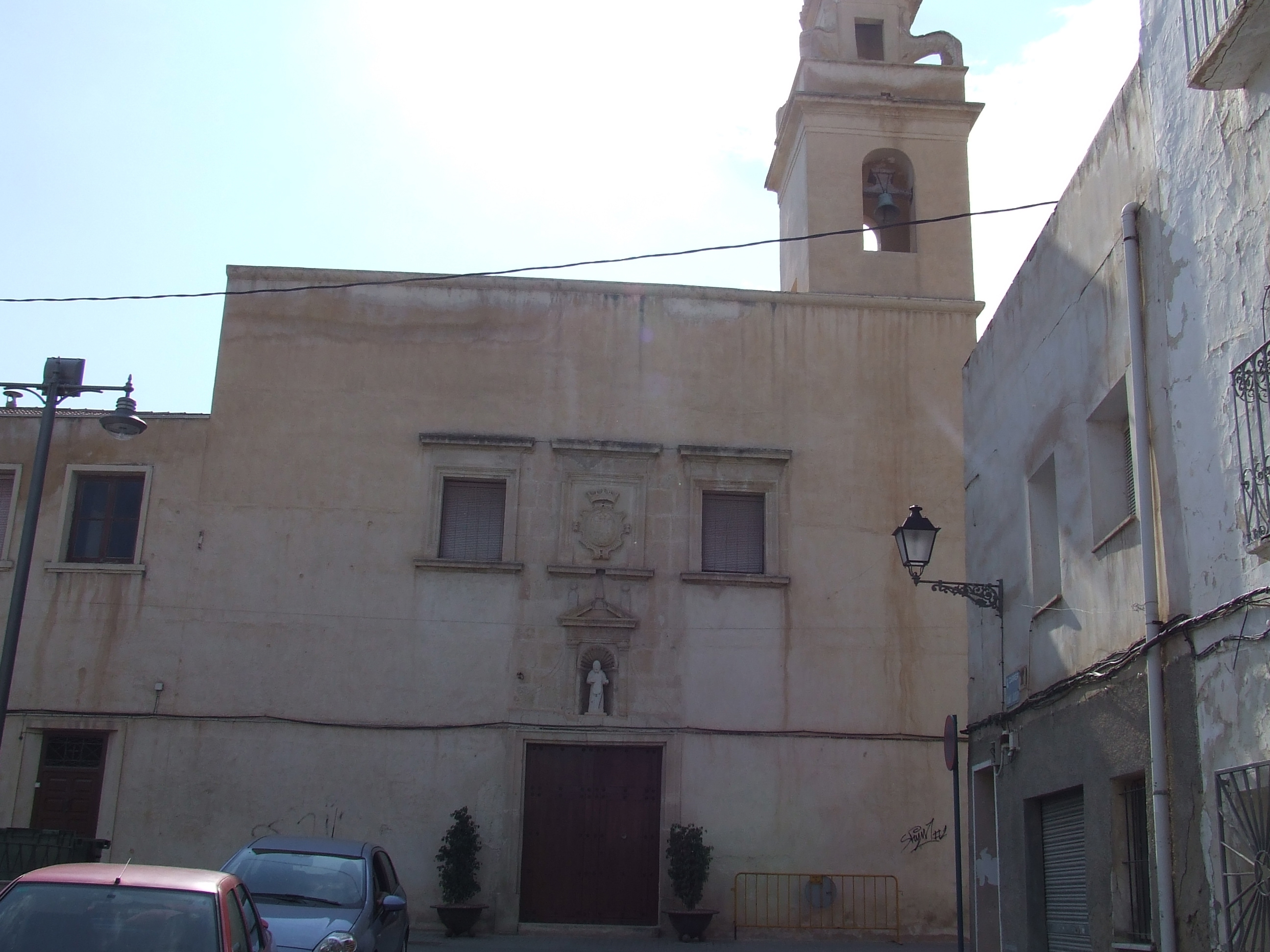
Kloster de San Francisco in Mutxamel

- Kirche El Salvador aus dem 16. Jahrhundert
- Kloster de San Francisco aus dem 17. Jahrhundert